# George Englund
 (octobre 2014).
George Englund, né le 22 juin 1926 à Washington D. C. et mort le 14 septembre 2017, est un monteur, réalisateur, producteur et acteur américain. Il a été marié à l'actrice Cloris Leachman de 1953 à 1979[réf. nécessaire]. Ils ont eu cinq enfants : Adam Englund, Bryan Englund, George Englund Jr., Morgan Englund et l'actrice Dinah Englund[réf. nécessaire].
George Englund est né à Washington et aurait été le meilleur ami de Marlon Brando, qui a joué dans le film Le Vilain Américain en 1963, et a écrit des souvenirs sur leur amitié[réf. nécessaire].
Il meurt vraisemblablement d'une chute le 14 septembre 2017 à 91 ans.

Il est le fils de l'actrice Mabel Albertson et de son époux Harold Austin Ripley (1896-1974). Mais ses parents divorcèrent et sa mère se remaria en 1937 avec le scénariste Ken Englund (1914-1993), qui l'adopta.

## Filmographie sélective
- Snow Job (réalisateur)
- 1963 : Le Vilain Américain (réalisateur)
- 1965 : Signpost to Murder (réalisateur)
- 1968 : Les Souliers de saint Pierre (producteur seulement)
- 1971 : Zachariah (réalisateur)
- Le Dernier Train du Katanga (producteur)